# NHL Expansion Draft 1999
Der NHL Expansion Draft 1999 fand am 25. Juni 1999 in Boston, Massachusetts, statt. Der Expansion Draft wurde ausgerichtet, da mit den Atlanta Thrashers ein neues Franchise in der Eishockeyliga NHL eröffnet wurde und der Kader des Teams mit Spielern gefüllt werden musste.

## Die Regeln
Die Thrashers konnten sich von jedem bereits existierenden Team einen Spieler aussuchen. Mit Ausnahme der Nashville Predators, die erst ein Jahr zuvor der Liga beigetreten waren. Jedem der etablierten Teams wurde es erlaubt einen Torhüter, fünf Verteidiger und neun Angreifer oder zwei Torhüter, drei Verteidiger und sieben Angreifer aus ihrem Kader zu sperren, sodass sie nicht von den Thrashers ausgewählt werden konnten. Die Mannschaften, die bereits im NHL Expansion Draft 1998 einen Torhüter verloren hatten (Anaheim, Los Angeles, Montreal, New Jersey und die New York Rangers), mussten diesmal keinen Torhüter abgeben.
Die Thrashers konnten insgesamt 26 Spieler auswählen, allerdings mussten drei Torhüter, acht Verteidiger und 13 Angreifer darin enthalten sein. Die restlichen zwei Auswahlmöglichkeiten konnten Spieler jeder Position sein.

## Draft-Ergebnis
Erklärung: T=Torhüter; V=Verteidiger; C=Mittelstürmer; LF=Linker Flügelstürmer; RF=Rechter Flügelstürmer.
Aus Gründen der Ordnung sind die Spieler durchnummeriert, sie müssen jedoch nicht in dieser Reihenfolge ausgewählt worden sein. Die Reihenfolge ist nicht relevant, da die Atlanta Thrashers das einzige Team im Expansion Draft 1999 waren.
| Nr. | Spieler               | Ursprüngliches Team     |
| --- | --------------------- | ----------------------- |
| 1.  | Trevor Kidd (T)       | Carolina Hurricanes     |
| 2.  | Norm Maracle (T)      | Detroit Red Wings       |
| 3.  | Corey Schwab (T)      | Tampa Bay Lightning     |
| 4.  | Petr Buzek (V)        | Dallas Stars            |
| 5.  | Brett Clark (V)       | Montréal Canadiens      |
| 6.  | Kevin Dean (V)        | New Jersey Devils       |
| 7.  | Maxim Galanow (V)     | Pittsburgh Penguins     |
| 8.  | David Harlock (V)     | New York Islanders      |
| 9.  | Jamie Pushor (V)      | Mighty Ducks of Anaheim |
| 10. | Darryl Shannon (V)    | Buffalo Sabres          |
| 11. | Chris Tamer (V)       | New York Rangers        |
| 12. | Mark Tinordi (V)      | Washington Capitals     |
| 13. | Yannick Tremblay (V)  | Toronto Maple Leafs     |
| 14. | Kelly Buchberger (RF) | Edmonton Oilers         |
| 15. | Sylvain Cloutier (C)  | Chicago Blackhawks      |
| 16. | Phil Crowe (RF)       | Ottawa Senators         |
| 17. | Peter Ferraro (RF)    | Boston Bruins           |
| 18. | Johan Garpenlöv (LF)  | Florida Panthers        |
| 19. | Jody Hull (RF)        | Philadelphia Flyers     |
| 20. | Matt Johnson (LF)     | Los Angeles Kings       |
| 21. | Tomi Kallio (LF)      | Colorado Avalanche      |
| 22. | Steve Staios (RF)     | Vancouver Canucks       |
| 23. | Mike Stapleton (C)    | Phoenix Coyotes         |
| 24. | Edward Ward (RF)      | Calgary Flames          |
| 25. | Terry Yake (C)        | St. Louis Blues         |
| 26. | Alexei Jegorow (RF)   | San Jose Sharks         |

## Absprachen
Damit die Atlanta Thrashers darauf verzichteten, bestimmte ungesperrte Spieler nicht auszuwählen, erhielten sie „Entschädigungen“ von einigen Teams:
- Ottawa transferierte am 18. Juni 1999 Damian Rhodes nach Atlanta
- Buffalo transferierte am 25. Juni 1999 Dean Sylvester nach Atlanta
- Calgary transferierte am 25. Juni 1999 Andreas Karlsson nach Atlanta
- Detroit transferierte am 25. Juni 1999 Ulf Samuelsson nach Atlanta
- New Jersey transferierte am 25. Juni 1999 Sergei Wyschedkewitsch nach Atlanta
- Phoenix transferierte am 25. Juni 1999 Scott Langkow nach Atlanta

## Nach dem Draft
Mehrere Spieler blieben nach dem Draft nicht länger bei dem Team. Aus diesem Grund wurden schon am Tag des Expansion Draft Transfers mit Spielern aus dem Draft getätigt:
- Trevor Kidd wurde für Gord Murphy, Daniel Tjärnqvist, Herberts Vasiļjevs und einen Sechstrunden-Draftpick im NHL Entry Draft 1999 nach Florida transferiert.
- Peter Ferraro wurde für Randy Robitaille nach Boston transferiert.

Andere Spieler standen nicht mehr im Kader von Atlanta zum Start der Saison 1999/2000:
- Phil Crowe wurde am 26. Juni 1999 für zukünftige Gegenleistungen nach Nashville transferiert
- Jamie Pushor wurde am 15. Juli 1999 für Jason Botterill nach Dallas transferiert
- Jeff Williams wurde am 30. September 1999 von New Jersey übernommen
- Terry Yake wurde am 30. September 1999 von St. Louis übernommen
- Alexei Jegorow wurde vor Saisonbeginn freigestellt
- Mark Tinordi wurde vor Saisonbeginn freigestellt